# Псковская волость
Пско́вская во́лость — административно-территориальная единица в составе Псковского уезда Псковской губернии РСФСР в 1924—1927 годах.

## История
Образована в соответствии с декретом ВЦИК от 10 апреля 1924 года путём объединения упразднённых Залитской, Логозовской, Остенской, Псковоградской, Сидоровской и Торошинской волостей. Укрупнённая Псковская волость включала сельские советы (сельсоветы): Больше-Жезловский, Великопольский, Ветошинский, Завеличенский, Залитский, Клишевский, Логозовский, Ольгино-Польский, Остенский, Погорельский, Рюжский, Савинский, Тямшанский, Хотицкий и Цаплинский.
8 октября 1925 года в составе волости был образован Амосовский сельсовет. 30 сентября 1925 года из состава Псковской волости была выделена самостоятельная Завеличенская волость с сельсоветами: Завеличенский, Логозовский, Погорельский, Рюжский, Савинский и Тямшанский. Законодательное оформление создания отдельных Псковской и Завеличенской волостей осуществлено декретом Президиума ВЦИК от 15 февраля 1926 года. Часть территории волости была передана в Заройскую волость (с центром в станции Карамышево), а Ветошинский сельсовет полностью был передан в состав Палкинской волости (с центром в селе Палкино). В составе Псковской волости таким образом остались сельсоветы: Амосовский, Больше-Жезловский, Великопольский, Залитский, Клишевский, Ольгино-Польский, Остенский, Хотицкий и Цаплинский.
7 октября 1926 года в составе Псковской волости были созданы Верхнегалковский и Лиховский сельсоветы, в мае 1927 года — Ершовский сельсовет (наименованный затем Тупицким).
В рамках ликвидации прежней системы административно-территориального деления РСФСР (волостей, уездов и губерний), Псковская волость была упразднена в соответствии с Постановлением Президиума ВЦИК от 1 августа 1927 года, а её территория включена в состав новообразованного Псковского района Псковского округа Ленинградской области.